# Диаз, Энджи
Энджи Диаз (англ. Angie Diaz; 11 сентября 1988; Австралия) — австралийская актриса. Наиболее известная своей ролью Виды Рокка, розового могучего рейнджера в телесериале «Могучие рейнджеры: Мистическая сила».

## Биография
Энджи родилась 11 сентября 1988 года в Австралии.
Снялась в нескольких сериалах, фильмах, а больше запомнилась ролью Виды Рокка, розового могучего рейнджера в телесериале  «Могучие рейнджеры: Мистическая сила», вышедшем в показ на телевидении в 2006 году.
После «Рейнджеров» продолжила сниматься в качестве актрисы, правда, у неё лишь несколько ролей.

## Фильмография
- «Могучие рейнджеры: Мистическая сила» (Вида Рокка, 2006)
- «Вид с Гринхэвена» (Сара, 2008)
- «Девять совсем незнакомых людей» (Шейла Стоун, 2021)